# Bulgaria en los Juegos Olímpicos de Barcelona 1992
Bulgaria estuvo representada en los Juegos Olímpicos de Barcelona 1992 por un total de 138 deportistas que compitieron en 19 deportes.  
El portador de la bandera en la ceremonia de apertura fue el luchador Ivailo Yordanov.

## Medallistas
El equipo olímpico búlgaro obtuvo las siguientes medallas:
| Nombre                            | Deporte      | Competición                     |
| --------------------------------- | ------------ | ------------------------------- |
| Oro                               |              |                                 |
| Ivan Ivanov                       | Halterofilia | 52 kg M                         |
| Nikolai Bujalov                   | Piragüismo   | C1 500 m M                      |
| Nikolai Bujalov                   | Piragüismo   | C1 1000 m M                     |
| Plata                             |              |                                 |
| Tsvetanka Jristova                | Atletismo    | Disco F                         |
| Daniel Petrov                     | Boxeo        | Minimosca (48 kg) M             |
| Nikolai Peshalov                  | Halterofilia | 60 kg M                         |
| Yoto Yotov                        | Halterofilia | 67,5 kg M                       |
| Valentin Guetsov                  | Lucha libre  | 68 kg M                         |
| Nonka Matova                      | Tiro         | Rifle en tres posiciones 50 m F |
| Vesela Lecheva                    | Tiro         | Rifle de aire 10 m F            |
| Bronce                            |              |                                 |
| Yordanka Donkova                  | Atletismo    | 100 m vallas F                  |
| Svilen Rusinov                    | Boxeo        | Súperpesado (+91 kg) M          |
| Stefan Botev                      | Halterofilia | 110 kg M                        |
| Valentin Yordanov                 | Lucha libre  | 52 kg M                         |
| Martin Marinov Blagovest Stoyanov | Piragüismo   | C2 500 m M                      |
| Mariya Grozdeva                   | Tiro         | Pistola de aire 10 m F          |